# Le Journal de Montfort

Le Journal de Montfort est un journal non politique, paru régulièrement à Montfort, en Ille-et-Vilaine, de 1850 à 1944.